# KSR-2
Il KSR-2 (nome in codice NATO: AS-5 Kelt) è un missile aria-superficie sovietico. Conosciuto anche come KS-11, entrò in servizio nella metà degli anni sessanta.

## Storia

### Sviluppo
Il requisito per un nuovo missile aria-superficie venne emesso nel 1957. In quell'anno, infatti, la Raduga ricevette l'incarico di studiare un successore dell'AS-1 Kennel, che aveva diversi problemi. Ispirato al Kennel, il nuovo missile volò per la prima volta nel 1959, ed entrò in servizio nel 1966 nella Sovetskie Voenno-vozdušnye sily.

### Impiego operativo
Progettato per essere impiegato sui bombardieri Tupolev Tu-16 (nella misura di due esemplari per aereo), andò a sostituire i precedenti AS-2 Kipper ed SS-N-2 Styx.
Questo sistema d'arma venne ampiamente utilizzato dall'aviazione sovietica fino al 1990, anno in cui fu ritirato dal servizio.
L'AS-5 venne esportato anche in Egitto, che li utilizzò con successo contro Israele durante la guerra del Kippur.

## Descrizione tecnica
Dal punto di vista tecnico, il Kelt era ispirato al Kennel. La forma ricordava quella di un piccolo aereo, con un'ala a freccia posta a metà del corpo del missile. La lunghezza complessiva era di 9,5 m, il diametro della fusoliera di 0,9 m e l'apertura alare di 4,6. Il peso al lancio raggiungeva i 3.000 kg.
La propulsione era assicurata da un singolo motore a propellente liquido, che consentiva un'autonomia massima nell'ordine dei 320 km alla velocità di 1.080 km/h.
Il sistema di guida era di tipo inerziale, con un radar attivo nella fase finale di attacco.
Il carico bellico utile era di 1.000 kg, che potevano consistere in una testata nucleare da 1 megatone, oppure da una convenzionale con 1000 kg di esplosivo HE.
L'AS-5 Kelt era un missile aria-superficie, impiegabile principalmente contro bersagli navali. Tuttavia, era efficace anche contro obiettivi terrestri, anche se considerevolmente meno preciso (l'errore contro bersagli navali era infatti di 150 piedi, mentre contro obiettivi terrestri era variabile tra 1 e 2 miglia).
Risulta inoltre che ne sia stata sviluppata anche una versione antiradar, equipaggiata con un radar passivo simile a quelli sviluppati per gli AS-4 Kitchen e gli AS-6 Kingfish.